# Tour féminin du Guatemala
Le Tour féminin du Guatemala (Vuelta Femenina a Guatemala en espagnol) est une course cycliste par étapes féminine au Guatemala. Créé en 2001, il fait partie du calendrier de l'Union cycliste internationale en catégorie 2.2 depuis 2018.
L'épreuve n'est pas organisée en 2022, pour des raisons économiques.

## Palmarès
| Année | Vainqueur            | Deuxième               | Troisième              |                  |
| ----- | -------------------- | ---------------------- | ---------------------- | ---------------- |
| 2001  | Gabriela González    | Verónica Leal          | María Dolores Molina   |                  |
| 2002  | Gabriela González    |                        |                        |                  |
| 2003  | Evelyn García        | Karen Matamoros        |                        |                  |
| 2004  | Sindy Morales        |                        |                        |                  |
| 2005  | María Dolores Molina |                        |                        |                  |
| 2006  | María Dolores Molina |                        |                        |                  |
| 2007  | Adriana Rojas        | Sindy Morales          | Victoria Galvis        |                  |
| 2008  | Adriana Tovar        | Adriana Rojas          | Damaris Gutiérrez      |                  |
| 2009  | Evelyn García        | Adriana Rojas          | Sindy Morales          |                  |
| 2010  | Evelyn García        | Ana Teresa Casas       | Magdalena Angulo       |                  |
| 2011  | Verónica Leal        | Mayra Del Rocio        | Erika Yépez            |                  |
| 2012  | Cynthia Lee          | Sindy Morales          | Heather Fischer        |                  |
| 2013  | Cynthia Lee          | Mariela Florinda Rodas | Florinda De León       |                  |
| 2014  | Emelyn Galicia       | Gabriela Soto          | Mariela Florinda Rodas |                  |
| 2015  | Florinda De León     | Gabriela Soto          | Emelyn Galicia         |                  |
| 2016  | Cynthia Lee          | Paula Guillen          | Angie Gómez            |                  |
| 2017  | Gabriela Soto        | Cynthia Lee            | Florinda De León       |                  |
| 2018  | Marcela Prieto       | Flávia Oliveira        | Liliana Moreno         |                  |
| 2019  | Liliana Moreno       | Andrea Ramírez         | Estefanía Herrera      |                  |
| 2020  | annulé/abandonné     | annulé/abandonné       | annulé/abandonné       | annulé/abandonné |
| 2021  | Lorena Colmenares    | Miryam Núñez           | Liliana Moreno         |                  |
| 2022  | annulé/abandonné     | annulé/abandonné       | annulé/abandonné       | annulé/abandonné |
| 2023  | Lilibeth Chacón      | Karen Villamizar       | Gabriela Soto          |                  |
| 2024  | Valentina Basilico   | Lina Maria Rojas       | Natalia Garzon         |                  |